# 徳島市民病院
徳島市民病院（とくしましみんびょういん）は、徳島県徳島市にある公立総合病院である。
「思いやり・信頼・安心」を理念とし、急性期医療、地域医療、災害救急医療を提供する病院。日本医療機能評価機構認定病院、地域がん診療拠点病院。

## 沿革
- 1928年（昭和3年）2月	徳島市立実費診療所（内科）を徳島本町1丁目に開設
- 1928年（昭和3年）5月 徳島市立実費診療所に産婦人科を増設
- 1930年（昭和5年）4月 中洲町に移転し、徳島市立中洲病院と改称
- 1930年（昭和5年）5月 外科と眼科を増設
- 1930年（昭和5年）12月	レントゲン科を増設
- 1934年（昭和9年）4月 小児科を増設
- 1935年（昭和10年）5月	耳鼻咽喉科を増設
- 1936年（昭和11年）5月	レントゲン科を理学診療科と改称し、「ラジウム」診療を併せて行う。
- 1938年（昭和13年）12月 新蔵町3丁目に移転し、徳島市立市民病院と改称
- 1943年（昭和18年）4月	県立医学専門学校附属病院として無償寄付（敷地10,475平方メートル、建物延べ7,092平方メートル、病床150床）
- 1945年（昭和20年）7月	徳島大空襲にて病院全焼
- 1945年（昭和20年）10月 北福島町2丁目（現在の福島1丁目）元救護所跡（現在の福島住吉緑地）を改装し、徳島市立診療所を開設（内科、外科、小児科、耳鼻咽喉科）
- 1948年（昭和23年）5月	寺島本町西3丁目に移転
- 1949年（昭和24年）9月	徳島市民病院と改称（内科、外科、小児科、耳鼻咽喉科、産婦人科、放射線科、眼科）
- 1950年（昭和25年）4月	市国民健康保険直営診療施設に認定
- 1950年（昭和25年）6月	新病院開院
- 1950年（昭和25年）9月	歯科を増設
- 1966年（昭和41年）10月	北常三島町2丁目に新築移転（敷地13,406平方メートル、建物：鉄筋コンクリート造、地下1階、地上6階、延べ11,708.8平方メートル）し、内科、外科、産婦人科、小児科、整形外科、放射線科、耳鼻咽喉科、眼科、皮膚泌尿器科、歯科で開院。病床数320床（一般291床、結核29床）
- 1966年（昭和41年）11月 救急告示指定病院に認定
- 1969年（昭和44年）7月	脳神経外科を増設
- 1970年（昭和45年）7月	伝染病隔離病舎併設（鉄筋コンクリート造2階建て758.05平方メートル）、病床数40床
- 1971年（昭和46年）4月	名東病院を市民病院名東分院と改称
- 1971年（昭和46年）7月	名東分院を国府診療所と改称
- 1972年（昭和47年）12月 国府診療所を休診（1980年（昭和55年）4月に廃院）
- 1978年（昭和53年）4月	循環器内科を新設
- 1979年（昭和54年）4月	麻酔科を新設
- 1980年（昭和55年）3月	新館完成（鉄筋コンクリート造3階建て延べ4,010.8平方メートル、1階診療棟、2階ICU、一般病棟及び手術室、3階管理棟）
- 病床変更計画の承認。18床（ICU6床、一般12床）増床
- 1981年（昭和56年）3月	皮膚泌尿器科を泌尿器科と皮膚科として開設
- 1982年（昭和57年）7月	新館増築（鉄筋コンクリート造一部4階建て延べ1,456.7平方メートル、1階診療棟、2階病棟、3階管理棟、4階病歴管理室）の完成
- 1983年（昭和58年）1月	医療事務の電算化
- 1985年（昭和60年）4月
  - 結核病床29床を一般病床（NICU15床、一般14床）へ転床（一般397床、伝染40床、計437床）
  - オープン病床診療開始（一般開業医師との共同診療用29床提供）
  - 歯科（口腔外科併設）部門診療の再開
- 1985年（昭和60年）5月	内科で専門外来を実施（循環器、消化器、高血圧、血液免疫）
- 1986年（昭和61年）7月	外科で専門外来を実施（甲状腺、乳腺、大腸肛門）
- 1986年（昭和61年）11月 昭和61年度全国自治体病院開設者協議会、社団法人全国自治体病院協議会会長から自治体立優良病院として表彰
- 1987年（昭和62年）12月	開放型病院として承認
- 1992年（平成4年）3月 MRIの導入
- 1993年（平成5年）1月 地域医療連携推進室を設置
- 1993年（平成5年）12月	特三類看護承認277床、土曜休診を実施
- 1994年（平成6年）1月 新看護基準の承認
- 1996年（平成8年）5月 CTシステムを更新
- 1998年（平成10年）3月	多目的血管撮影装置を導入
- 1999年（平成11年）3月
  - 伝染病予防法の廃止に伴い、伝染病隔離病舎を廃止
  - 歯科診療部門を廃止
- 1999年（平成11年）4月	呼吸器内科を開設
- 1999年（平成11年）6月	外来患者の院外処方を実施
- 2002年（平成14年）5月	体外受精の実施
- 2004年（平成16年）4月	新臨床研修制度を導入
- 2006年（平成18年）3月	電子カルテを導入
- 2006年（平成18年）4月
  - 病床数を339床に設定
  - 地方公営企業法の全部適用
- 2007年（平成19年）11月 新病院改築第一期工事竣工
- 2007年（平成19年）12月 総務省が公立病院改革ガイドライン公表
- 2008年（平成20年）1月
  - 改築
  - リハビリテーション科を増設
- 2008年（平成20年）4月	診断群分類包括評価（DPC）対象病院として認可
- 2008年（平成20年）11月 地域医療支援病院として承認
- 2009年（平成21年）3月	徳島市民病院改革プラン公表
- 2009年（平成21年）6月	公益財団法人日本医療機能評価機構より認定を受ける
- 2009年（平成21年）12月 新病院改築第二期工事竣工
- 2010年（平成22年）2月	厚生労働大臣から産科医療功労者の表彰
- 2010年（平成22年）3月
  - 新病院外構工事竣工
  - 地域がん診療連携拠点病院として認可
- 2011年（平成23年）4月	地域周産期母子医療センターに認定
- 2012年（平成24年）3月 徳島DMAT指定病院、災害拠点病院に指定
- 2012年（平成24年）4月	脊椎・人工関節センターを設置
- 2013年（平成25年）2月	徳島市民病院開設85周年記念誌発行
- 2014年（平成26年）6月	公益財団法人日本病院機能評価機構の認定更新
- 2015年（平成27年）3月	徳島市民病院経営強化プラン公表
総務省新公立病院改革ガイドライン公表
徳島県歯科医師会と徳島市民病院および徳島大学歯学部間のがん患者歯科医療連携合意書
- 2015年（平成27年）4月
  - がんセンターを設置
  - 緩和ケア病床5床を設置
  - 患者支援センターを設置
- 2015年（平成27年）8月 臨床教育センターを設置
- 2016年（平成28年）4月
  - 緩和ケア病床24床を設置
  - 医療情報管理室を設置
- 2016年（平成28年）9月 産婦人科外来に母乳外来を設置
- 2016年（平成28年）10月 ICUをHCUに変更
- 2017年（平成29年）9月 妊孕性温存腫瘍外来を設置
- 2018年（平成30年）3月 徳島市民病院経営強化プランを改定
- 2018年（平成30年）4月
  - 脊椎・人工関節センターを関節治療センターに改称
  - 院内保育所を設置
- 2018年（平成30年）11月 公益財団法人日本病院機能評価機構の認定更新
- 2020年（令和2年）3月 前立腺癌に対する密封小線源療法を開始
- 2021年（令和3年）4月 ロボットアーム手術支援システム（人工股関節手術）、高精度放射線治療装置を導入
- 2021年（令和3年）8月 県内における複数の公立・公的病院が参加する包括的な連携体制「徳島医療コンソーシアム」（徳島県立病院（中央病院・三好病院・海部病院）、徳島大学病院、地方独立行政法人徳島県鳴門病院、三好市国民健康保険市立三野病院、那賀町立上那賀病院、美波町国民健康保険美波病院、海陽町国民健康保険海南病院、つるぎ町立半田病院、徳島赤十字病院、JA徳島厚生連病院（吉野川医療センター・阿南医療センター）、徳島市民病院、国民健康保険勝浦病院）に新規参入
- 2023年（令和5年）6月　ロボット支援手術システム（da Vinci Xi）を導入
- 2023年（令和5年）7月　MRI新機種に更新
- 2023年（令和5年）10月　無痛分娩を開始
- 2024年（令和6年）4月　リハビリテーション病床40床を閉鎖、感染症専用病床12床（平時は休床）へ転床（一般295床、感染12床、計307床）

## 診療科
- 内科
- 外科
- 小児科
- 整形外科
- 脳神経外科
- 皮膚科
- 泌尿器科
- 産婦人科
- 婦人腫瘍科
- 眼科
- リハビリテーション科
- 耳鼻咽喉科
- 放射線科
- 麻酔科
- 心療内科
- 精神科
- 形成外科
- 病理診断科
- 臨床検査科
- 腫瘍内科
- 腫瘍外科
- 血液腫瘍内科
- 腫瘍精神科
- 緩和ケア内科

## 機関指定等
- 保険医療機関
- 開放型病院
- 救急告示医療機関
- 地域医療支援病院
- 地域がん診療連携拠点病院
- 災害拠点病院
- 徳島DMAT指定病院
- 臨床研修病院
- 地域周産期母子医療センター
- DPC対象病院
- 労働者災害補償（労災）保険指定医療機関
- 結核指定医療機関
- 生活保護法指定医療機関
- 母子保健法指定養育医療機関
- 障害者総合支援法指定自立支援医療機関[育成医療・更生医療・精神通院医療]
- 児童福祉施設[助産施設]
- 難病医療費助成指定医療機関
- 指定小児慢性特定疾病医療機関
- 乳児・妊婦一般健康診査、乳児精密健康診査、受託医療機関
- 乳がん一次検診受託医療機関
- 各種がん精密検診協力医療機関

（大腸がん・胃がん・肺がん・子宮がん・乳がん・前立腺がん）

## 院内施設
- ファミリーマート徳島市民病院店（1階・7:00-18:00）
- カフェレストラン ラ・サンテ（1階・8:00-17:00、土日祝・年末年始は休み）
- 理容室（1階・8:30-17:00、土日祝・年末年始は休み）
- 銀行ATM（阿波銀行・徳島大正銀行・四国銀行・四国労働金庫、都市銀行キャッシュカードも利用可）（1階・院外・平日8:45-18:00、土日祝9:00-18:00）
- 院外処方せん相談コーナー（1階・8:30-16:00、土日祝・年末年始は休み）
- 空中庭園（5階）
- 院内保育所（5階・運営はStella（株）クラッシー）
- コインランドリー（各病棟にコイン式洗濯機・衣類乾燥機を設置）

## 駐車場
立体駐車場251台収容（うち身障者等用8台） 
- - 外来患者
    - 1日100円（受付で駐車券に割引スタンプを刻印する必要がある）

- - 見舞いなど外来患者以外
    - 1時間未満　100円（入庫から30分未満は無料）
    - 1時間以上10時間未満　1時間ごとに100円を加算
    - 10時間を超え24時間以内　1,000円
    - 24時間を超えた場合は、24時間ごとに上記料金を加算

## 歴代診療所長・病院長・病院事業管理者
| 代数 | 氏名     | 在任期間        | 出身校                          |
| ---- | -------- | --------------- | ------------------------------- |
| 初代 | 小山順治 | 1928年 - 1930年 | 大阪医科大学 （大阪大学医学部） |

| 代数   | 氏名     | 在任期間        | 出身校                          |
| ------ | -------- | --------------- | ------------------------------- |
| 初代   | 小山順治 | 1930年 - 1946年 | 大阪医科大学 （大阪大学医学部） |
| 第2代  | 永谷 鼎  | 1946年 - 1952年 | 大阪帝国大学医学部              |
| 第3代  | 日置達雄 | 1952年 - 1960年 | 大阪帝国大学医学部              |
| 第4代  | 山口 寿  | 1960年 - 1961年 | 大阪帝国大学医学部              |
| 第5代  | 岩鶴龍三 | 1961年 - 1963年 | 大阪帝国大学医学部              |
| 第6代  | 清 英夫  | 1964年 - 1965年 | 大阪大学医学部                  |
| 第7代  | 角野義三 | 1966年 - 1966年 | 大阪市立大学医学部              |
| 第8代  | 岩崎 基  | 1966年 - 1972年 | 徳島大学医学部                  |
| 第9代  | 矢野嘉朗 | 1972年 - 1972年 | 徳島大学医学部                  |
| 第10代 | 山田憲吾 | 1972年 - 1973年 | 京都帝国大学医学部              |
| 第11代 | 油谷友三 | 1974年 - 1976年 | 徳島大学医学部                  |
| 第12代 | 矢野嘉朗 | 1976年 - 1984年 | 徳島大学医学部                  |
| 第13代 | 阪口彰   | 1984年 - 1995年 | 徳島大学医学部                  |
| 第14代 | 先川知足 | 1995年 - 1996年 | 徳島大学医学部                  |
| 第15代 | 森本重利 | 1996年 - 2004年 | 徳島大学医学部                  |
| 第16代 | 日下和昌 | 2004年 - 2006年 | 徳島大学医学部                  |
| 第17代 | 露口勝   | 2006年 - 2010年 | 徳島大学医学部                  |
| 第18代 | 惣中康秀 | 2010年 - 2016年 | 徳島大学医学部                  |
| 第19代 | 三宅秀則 | 2016年 - 2023年 | 徳島大学医学部                  |
| 第20代 | 中野俊次 | 2023年 -        | 徳島大学医学部                  |

| 代数  | 氏名     | 在任期間        | 出身校         |
| ----- | -------- | --------------- | -------------- |
| 初代  | 湊省     | 2006年 - 2010年 | 徳島大学医学部 |
| 第2代 | 露口勝   | 2010年 - 2014年 | 徳島大学医学部 |
| 第3代 | 曽根三郎 | 2014年 - 2020年 | 徳島大学医学部 |
| 第4代 | 安井夏生 | 2020年 - 2024年 | 徳島大学医学部 |
| 第5代 | 三宅秀則 | 2024年 -        | 徳島大学医学部 |

## イベント
- 市民公開講座（年2回程度、ふれあい健康館）
- 看護の日イベント（毎年5月17日頃）
- 徳島市民病院まつり（毎年7月下旬頃）
- 市民病院連「眉誠連」阿波踊り一階ロビー披露（毎年8月中旬頃）
- TMHギャラリー（2階、3か月ごと展示内容変更、外来診療日：平日(月)〜(金)）
- シンボルツリー「恕の木」ライトアップ

【世界患者安全の日（オレンジ）、認知症月間（オレンジ）、ホスピス緩和ケア週間（オレンジ）、乳がん啓発ピンクリボン月間（ピンク）、世界糖尿病デー（ブルー）、医療安全推進週間（グリーン）】

## 交通アクセス

### 自動車
- JR徳島駅より車で、2.2km、約７分。
- 徳島自動車道徳島インターチェンジより車で、３km、約6分。
- 徳島阿波おどり空港より車で、７km、約20分。

### 公共交通機関
- JR徳島駅バスターミナルより徳島市営バス６番乗り場から「中央市場」「東部循環線（右回り）」行き、または、７番乗り場から「川内循環線（左回り）」行き「市民病院玄関前」下車すぐまたは「市民病院前」下車、徒歩２分（徳島駅から約８分）。
- JR徳島駅バスターミナルより徳島市営バス７番乗り場から「川内循環線（左回り）」行き「北常三島」下車、徒歩４分（徳島駅から約10分）。
- JR徳島駅バスターミナルより徳島市営バス５番乗り場から「中央循環線（左回り）」行き「助任橋四丁目」下車、徒歩６分（徳島駅から約10分）。
- JR徳島駅バスターミナルより徳島バス16番乗り場から「鳴門線・ウチノ海総合公園」または「鳴門線・鳴門公園」行き「北常三島」下車、徒歩４分（徳島駅から約10分）。

## 公式サイト
- 徳島市民病院